# Kakka
Kakka（かっか、2001年10月15日 - ）は、福岡県北九州市出身で東京を拠点とする、日本の音楽家、音楽プロデューサー、写真家、ラジオパーソナリティ、メディアアーティスト、映像監督。本名の赤金 諒亮（あかがね りょうすけ）でも活動している。

## 略歴
福岡県北九州市出身。2018年5月の高校1年より楽曲制作を開始しアーティスト活動を始める。2019年には、音楽プラットフォームサービスEggsのキュレーターを務めている。
2020年2月にエージェント「FTZ」を始動。1987年に日本でスタートし独自の音楽チャートを作成するCollege Radio Japan（CRJ）では東京代表を務めた。
楽曲制作だけではなく、音楽プロデューサー、ストリートスナップフォトグラファー、ラジオパーソナリティを活動を多岐に広げている。福岡音楽都市協議会の賛助会員。
父は福岡に本社を置く建設会社の社長であり、66歳でCDデビューを果たす。本人の作詞作曲である「今夜も銀座で飲んでいる」

## 人物
2001年10月15日に福岡県北九州市小倉南区で生まれる。私立明治学園中学高等学校卒業、武蔵野美術大学に進学。
子供時代から、ピアノを習っていたが中学時代に挫折。川谷絵音の音楽に魅了され、高校時代から作曲を始める。音楽のルーツはJ-Rockであるが、J-POPに対する知見の広さから多様なジャンルの音楽のプロデュースも行うようになった。

## ディスコグラフィ

### シングルとEP
|  | 発売日         | タイトル       | 備考                           |
|  | -------------- | -------------- | ------------------------------ |
|  | 2020年8月27日  | Carefree World |                                |
|  | 2021年9月22日  | WINDO          |                                |
|  | 2021年10月15日 | Teahouse       | J-WAVE RADIO SAKAMOTO 優秀作品 |

### アルバム
|  | 発売日        | タイトル       | 備考 |
|  | ------------- | -------------- | ---- |
|  | 2021年12月8日 | Not Make Sense |      |

## プロデュース
- Kinail
  - My Wave (feat. Som)[10]
  - My Wave (feat. Som)[SKYTOPIA Remix]
  - No more...[11]
  - Tropical beach
- Has-ki
  - Normal
  - Diary1
  - Art
  - count stop
  - work or chill
  - Elevator
  - blue sky
  - If...
  - Boost!!
- でもな
  - 錯覚
- Inwavethings
  - WHERE?
- WeSSker
  - Andromeda
  - Andromeda(Has-ki Remix)
  - wtf

## ポッドキャスト・配信
ジングル
- 空きコマスタジオ powered by WACODES[12]（J-WAVE）

配信
- FTZone!! LOUNGE[13] - AWA
- FTZone!!+Talk[14]

## ラジオ
出演
- TOKYO854くるめラ
  - ちゃぶ台のラジオ
  - Open Radio Stand
  - サウンドブリッジ
- Fm yokohama 84.7
  - Voice Media Talk[15]
  - Sunday Pocket
  - KANAGAWA MUSIC LAND
- LOVE FM
  - POPTAPE[16]
- J-WAVE
  - TOKYO MINI TAXI[17]
  - START LINE
  - GRAND MARQUEE
  - SONAR MUSIC
- α-STATION FM KYOTO
  - CHILL 90's EMOTION

## 記事
- SONAR TRAX[18] - J-WAVE NEWS
- Eggs Curators かっか[19] - Eggs